# Codefever
Codefever is een vzw die werd opgericht in 2015 en een buitenschools programma heeft om kinderen te leren coderen in Vlaanderen en Brussel. Ze zijn aanwezig in de provincies Antwerpen, Brussel Hoofdstedelijk Gewest, Limburg, Oost-Vlaanderen, Vlaams-Brabant en West-Vlaanderen. Oud-leerlingen van Codefever hebben de populaire extensie Smartschool++ gemaakt.

## Lessen
In de lessen wordt gewerkt aan het aanleren van computationeel denken bij kinderen, dat wil zeggen verband houdend met het denken van de computer. De vereniging heeft 350 leerkrachten.
Er zijn meerdere niveaus bij codefever: ByteBusters: 3e, 4e, 5e leerjaar, CodeKraks: 6e leerjaar, 1e middelbaar, DigiHeroes: (1e middelbaar), 2e, 3e middelbaar, Minecrafters: gevorderden, e-Riders: gevorderden, Pythons: experten en DigiQuest: experten.